# BMW R 17
 (août 2020).
Si vous disposez d'ouvrages ou d'articles de référence ou si vous connaissez des sites web de qualité traitant du thème abordé ici, merci de compléter l'article en donnant les références utiles à sa vérifiabilité et en les liant à la section « Notes et références ».
La BMW R 17 fut la première moto (avec la BMW R12) à avoir une fourche télescopique de série.